# Chrysometa bigibbosa
Chrysometa bigibbosa är en spindelart som först beskrevs av Eugen von Keyserling 1864.  Chrysometa bigibbosa ingår i släktet Chrysometa och familjen käkspindlar.
Artens utbredningsområde är Colombia. Inga underarter finns listade i Catalogue of Life.